# Cohete K-1
Rocketship XM (también conocida como Expedition Moon y originalmente Rocketship Expedition Moon), titulada en español Cohete K-1, es una película de ciencia ficción en blanco y negro estadounidense de 1950 de Lippert Pictures, la primera aventura ambientada en el espacio exterior de la época posterior a la Segunda Guerra Mundial. La película fue producida y dirigida por Kurt Neumann y está protagonizada por Lloyd Bridges, Osa Massen, John Emery, Noah Beery, Jr., Hugh O'Brian y Morris Ankrum.
Cohete K-1 cuenta la historia de una expedición a la Luna que sale mal. A través de una serie de eventos imprevistos, la tripulación de la expedición acaba aterrizando en el famoso planeta rojo, Marte. Durante su estancia en el planeta, descubren los restos de una civilización marciana destruida hace mucho tiempo por una guerra atómica y que ahora ha vuelto a la barbarie. 
 

## Trama
Cuatro hombres y una mujer son lanzados al espacio exterior desde el campo de pruebas de White Sands a bordo del cohete K-1 (RX-M; Rocketship Expedition-Moon) en la primera expedición de la humanidad a la Luna. A mitad de camino, después de sobrevivir a su primera etapa abandonada y descontrolada y a una tormenta de meteoroides, sus motores dejan de funcionar de repente. Recalcular las proporciones de combustible e intercambiar sus múltiples y diferentes combustibles corrige el problema, lo que supuestamente permitiría continuar hacia la Luna. Cuando los motores se encienden otra vez, el RX-M se descontrola de nuevo y se dirige rápidamente más allá de la Luna. El aumento de la aceleración provoca que la tripulación se desmaye. Al despertar unos días después, descubren que han viajado unas 50.000.000 de millas; el cohete está ahora a sólo 50.000 millas de Marte. El Dr. Karl Eckström se ve obligado a "hacer una pausa y observar respetuosamente mientras algo infinitamente mayor asume el control".
[En este punto la película pasa del blanco y negro a un tono sepia rosáceo]
El cohete atraviesa con seguridad la atmósfera marciana y aterriza. A la mañana siguiente, la tripulación, equipada con mascarillas de oxígeno de aviación debido a los bajos niveles de oxígeno, comienza a explorar la desolada superficie. Se encuentran con evidencia física de una civilización marciana avanzada ahora muerta: una escultura de metal parcialmente enterrada en la arena, estilizada, similar al Art déco (o cultura Tiki) y, a lo lejos en la distancia, ruinas parecidas a una arquitectura moderna. Su contador Geiger registra niveles de radiación peligrosos, teniendo que mantenerse alejados. Estos niveles peligrosos dejan claro que en un pasado distante hubo una guerra atómica en Marte.
Tras encontrar refugio en una cueva, la tripulación nota a lo lejos a los descendientes similares a humanos de esa civilización emergiendo de detrás de las rocas y arrastrándose hacia ellos. Sorprendido por su aspecto primitivo, el Dr. Eckstrom comenta: "De la Era Atómica a la Edad de Piedra". Poco después de partir, dos de los exploradores se encuentran con una mujer de cabello oscuro que ha perdido el equilibrio y ha rodado colina abajo hacia ellos; es ciega y tiene cataratas gruesas y lechosas en ambos ojos. Ella grita al escuchar sus voces distorsionadas por las máscarillas de oxígeno. Los otros miembros de la tribu con la piel quemada por la radiación, atacan a los exploradores, arrojando grandes rocas y hachas de piedra. Armados únicamente con un revólver y un rifle de cerrojo, los exploradores se defienden, evitando deliberadamente alcanzar a los primitivos. El mayor Corrigan es muerto por una gran piedra arrojada por los primitivos. Momentos después, el Dr. Eckstrom es asesinado con un hacha de piedra. El navegante Chamberlain resulta gravemente herido al ser arrojada otra gran roca. El coronel Graham, la doctora Van Horn y Chamberlain finalmente logran regresar a la nave.
[En este punto la película pasa del tinte sepia rosáceo de nuevo al blanco y negro]
A medida que el cohete se acerca a la Tierra, los tres sobrevivientes (Graham, Van Horn y el inconsciente Chamberlain) calculan que no tienen combustible para aterrizar. El coronel Graham se comunica con su base e informa de su grave situación al Dr. Fleming, quien escucha atentamente y en silencio a través de auriculares. El informe del coronel Graham no se escucha, pero las reacciones sutiles de Fleming cuentan la odisea de la tripulación, su descubrimiento de una civilización otrora avanzada destruida hace mucho tiempo por una guerra atómica, y las muertes de la tripulación a manos de descendientes marcianos que volvieron a la barbarie.
El coronel Graham y la doctora Van Horn se abrazan mientras el K-1 comienza su descenso descontrolado, consolándose mutuamente en los momentos que les quedan. A través de un ojo de buey, observan valientemente su rápido descenso hacia las zonas salvajes de Nueva Escocia. Más tarde, el conmocionado Dr. Fleming informa a la prensa que toda la tripulación ha fallecido. Cuando le preguntan si la misión fue un fracaso, responde con convicción y seguridad, afirmando que todas las teorías sobre los vuelos espaciales tripulados y la exploración ya han sido probadas. Continúa subrayando que se ha recibido una terrible advertencia de la tripulación que muy bien podría significar la salvación de la humanidad: "Una nueva nave espacial, la K-2 (RX-M-2), comienza su construcción mañana". La exploración pionera continúa.

## Reparto
- Lloyd Bridges como el coronel Floyd Graham (piloto)
- Osa Massen como la Dra. Lisa Van Horn (doctora en química y desarrolladora de los combustibles únicos de "hidrógeno monoatómico" que alimentan el cohete)
- John Emery como el Dr. Karl Eckstrom (físico y diseñador del cohete)
- Noah Beery, Jr. como Mayor William Corrigan (ingeniero de vuelo)
- Hugh O'Brian como Harry Chamberlain (astrónomo y navegante)
- Morris Ankrum como el Dr. Ralph Fleming (director del proyecto)
- Sherry Moreland como la mujer marciana ciega
- Judd Holdren como reportero (sin acreditar)
- Stuart Holmes como reportero (sin acreditar)
- Bert Stevens como reportero (sin acreditar)
- Cosmo Sardo como reportero (sin acreditar)
- Barry Norton como reportero (sin acreditar)

## Banda sonora
La evocadora banda sonora fue escrita por el compositor estadounidense Ferde Grofé (compositor de Grand Canyon Suite), quien utilizó un theremín en parte de la partitura. Este fue el primer uso de un instrumento musical electrónico en una película de ciencia ficción. El theremín se identificaría fuertemente con el género en los años siguientes.  Durante la postproducción de la película, la banda sonora de Grofé fue dirigida por el compositor y arreglista de cine y televisión Albert Glasser. Más tarde, la banda sonora tendría su primer lanzamiento en 1977 en LP (duración 37:16) de Starlog Records (SR-1000). El álbum contiene una pista extra que no se utilizó en la película.
La versión en CD de la banda sonora fue lanzada en 2012 y fue producida por Monstrous Movie Music (MMM-1965) en una edición limitada a 1000 copias. El folleto ilustrado de 16 páginas del CD contiene amplia información sobre la banda sonora de la película, que incluye páginas de la partitura original escrita a mano por Grofé y fotografías relacionadas con la producción de la película.

## Producción
Debido a que problemas de producción habían retrasado el estreno de la película de alto perfil Destino la Luna de George Pal, Rocketship XM se filmó rápidamente en solo 18 días con un presupuesto de $94,000; luego se apresuró a llegar a los cines veinticinco días antes de la película de Pal, mientras se aprovechaba al máximo la publicidad impresa nacional de alto perfil de la inminente Destino la Luna. 
Dado el mínimo presupuesto para efectos especiales de la película y los limitados días de rodaje, la superficie de Marte fue mucho más fácil de simular utilizando lugares remotos del sur de California que creando la superficie sin aire y llena de cráteres de la Luna.  El lugar donde la tripulación sale de la nave espacial y comienza a explorar es Zabriskie Point en el Parque Nacional del Valle de la Muerte.
Las copias originales del estreno en cines en 1950 tenían todas las escenas de Marte tintadas en un color sepia rosado.  Todas las demás escenas están en blanco y negro.
El diseño del cohete se tomó de las ilustraciones de cohetes que aparecieron en un artículo en la edición del 17 de enero de 1949 de la revista Life. La estructura interior de la segunda etapa más grande de la nave espacial se muestra con una larga escalera que la tripulación debe subir; sube "hacia arriba" a través del compartimiento de combustible del RX-M, que tiene en todos sus lados una serie de estrechos tanques de combustible llenos de varios productos químicos de propulsión. Seleccionándolos y mezclándolos en distintas proporciones, se pueden lograr distintos niveles de empuje de los motores del RX-M. La escalera de la tripulación termina en una escotilla de presión redonda en el medio del piso del mamparo que conduce al compartimiento superior de control y de estar de la tripulación.
Los instrumentos y el equipo técnico fueron suministrados por Allied Aircraft Company de North Hollywood. 

### Exactitud histórica y factual
Los cinco exploradores de Marte visten ropa militar estadounidense sobrante, incluidos monos y chaquetas de cuero de aviador. En algunas reseñas cinematográficas se ha señalado que los exploradores llevan máscaras de gas, pero estas cubren toda la cara e incluyen cristales sobre los ojos. Debido a la fina atmósfera marciana, los exploradores llevan en realidad "aparatos de respiración de oxígeno" (OBA) militares, mascarillas que dejan a la vista ojos y frente, como los que utilizaban entonces los aviadores a gran altitud y bomberos militares.
Durante la película se ven diversas curiosidades y errores científicos:
A menos de quince minutos del lanzamiento, la tripulación del RX-M todavía se encuentra en medio de una tranquila conferencia de prensa que se lleva a cabo en un edificio de la base. Desde su plataforma de lanzamiento, el RX-M se eleva directamente y, una vez que abandona la atmósfera de la Tierra, la nave realiza un giro brusco de 90 grados para colocar el RX-M en órbita terrestre. Se afirma que su velocidad a una altitud de 360 millas es de 1,5 km/s; de hecho a esa altura la velocidad orbital es de 8,3 km/s (aunque se afirma correctamente que la velocidad de escape es de aprox. 11 km/s). Simultáneamente con ese giro, la cabina de la tripulación gira dentro del casco del RX-M, alrededor de su eje lateral, por lo que la cubierta de la cabina de la nave siempre está mirando "hacia abajo", orientando a la audiencia. Aunque se muestra deliberadamente que los objetos flotan libremente para demostrar la falta de gravedad, ninguno de los cinco miembros de la tripulación flota, aparentemente sin verse afectado por la ingravidez.
La primera etapa del cohete, con su motor todavía encendido, y una tormenta de meteoroides posterior (incorrectamente descritos en el diálogo como meteoritos) producen sonidos rugientes audibles en el vacío silencioso del espacio que se pueden escuchar dentro del compartimiento de la tripulación. Los grupos de esos meteoroides que se mueven rápidamente parecen idénticos en forma y detalle (en realidad, los mismos meteoroides de utilería fueron fotografiados desde diferentes ángulos y posiciones, y luego impresos ópticamente en tándem, en diferentes tamaños, en el negativo maestro de la película).
En un diálogo se señala que el cohete lleva más del "doble" de la cantidad de combustible y oxígeno necesarios para realizar un viaje de ida y vuelta exitoso y aterrizar en la Luna; si bien es poco práctico por varias razones, este detalle se convierte en un dispositivo de la trama conveniente y necesario para hacer que la historia posterior de Marte sea más creíble.
Varias escenas que involucran la interacción entre la única tripulante femenina del RX-M, la científica Dra. Lisa Van Horn, su tripulación masculina, el personal del sitio de lanzamiento y el cuerpo de prensa brindan información cultural sobre las actitudes sexistas de principios de la década de 1950 hacia las mujeres. Una escena notable involucra a Van Horn y al líder de la expedición (y colega científico) Dr. Karl Eckstrom apresurándose a recalcular las mezclas de combustible después de sus problemas iniciales de propulsión. Cuando llegan a cifras diferentes, el líder de la expedición, Eckstrom, insiste en que deben continuar utilizando sus números. Van Horn se opone a esta decisión arbitraria, pero se somete, y Eckstrom la perdona por "ser momentáneamente una mujer". Los acontecimientos posteriores demuestran que la "decisión arbitraria" de Eckstrom fue errónea, poniéndolos a todos en peligro. 
El largometraje de Lippert fue el primer drama cinematográfico que exploró los peligros de la guerra nuclear y la radiación atómica a través de la lente de la ciencia ficción; estos se convirtieron en temas recurrentes en muchas películas de ciencia ficción de los años 50 que le siguieron. Dalton Trumbo, incluido en la lista negra durante el macartismo, manipuló el guion de la secuencia del planeta rojo de la película, añadiendo el horror de una guerra atómica ocurrida en Marte; su nombre no aparece en los créditos de la película.

## Nuevo material añadido
Rocketship XM se apresuró a llegar al mercado para estar en los cines antes de Destino la Luna (Destination Moon), una producción mayor pero retrasada que finalmente se estrenó veinticinco días después. La falta de tiempo y presupuesto obligó a los productores a omitir las escenas de efectos especiales y sustituirlas por imágenes de archivo de lanzamientos y vuelos de cohetes V-2 estadounidenses para completar algunas secuencias que de otro modo se habrían realizado utilizando una maqueta del cohete. Estas inserciones obvias crearon problemas de continuidad muy notables. 
En la década de 1970, los derechos de la pionera Rocketship XM fueron adquiridos por el exhibidor de películas de Kansas City, propietario de salas de cine (y más tarde distribuidor de video doméstico) Wade Williams, quien se propuso volver a filmar algunas de las escenas de efectos especiales para mejorar la continuidad general de la película. Los lanzamientos en VHS, LaserDisc y DVD incorporan este metraje refilmado. Williams financió la producción de nuevas imágenes para reemplazar las tomas originales de V-2 y algunas escenas faltantes. Todo el material nuevo fue producido para Wade Williams Productions por Bob Burns III, su esposa Kathy Burns, el ex diseñador/artista de Disney Tom Scherman, el ganador de un premio Oscar Dennis Muren, el nominado a un premio Emmy Michael Minor y el ganador de un Óscar Robert Skotak. Se realizaron trajes que replicaran fielmente los que usaban los exploradores de la película, y se construyó una nueva miniatura con efectos del cohete fiel al visto en pantalla. 
Las nuevas tomas de reemplazo consisten en el cohete volando por el espacio; aterrizando de cola en el Planeta Rojo; una toma diferente de la tripulación alejándose del cohete para explorar la dura superficie marciana; los exploradores sobrevivientes regresando rápidamente a su nave espacial cercana, y el cohete luego despegando desde Marte hacia el espacio. Estas seis tomas de reemplazo se filmaron cerca de Los Ángeles en color, luego se convirtieron a blanco y negro y se volvieron a teñir cuando fue necesario para que coincidieran con el metraje de la película original. (A diferencia del lanzamiento en DVD, el LaserdDisc anterior de Rocketship XM contiene material adicional que documenta la realización de la película y la creación de este nuevo metraje). La producción y la realización de estas nuevas escenas también se presentaron en artículos destacados sobre la película en la revista Starlog y luego se ampliaron en el primer número (1979) de la revista derivada Starlog CineMagic. Todavía se conservan copias de la versión original de estreno en cines en las bóvedas de películas de Williams en Kansas City. Nunca se ha convertido a formato de vídeo doméstico.
El lanzamiento del DVD del 50.° aniversario de Image (2000), bajo licencia de Williams, extrañamente carece de dos de sus escenas de Marte refilmadas nuevamente: la escena en pintura mate original de Lippert, que tiene pequeñas figuritas enmarañadas que salen de un cohete obviamente pintado, se conserva en lugar de la escena de reemplazo filmada nuevamente por Williams que muestra a los cinco exploradores alejándose de una convincente miniatura con efectos del cohete parado en una árida llanura marciana. También falta en el DVD de Image una nueva escena de transición, situada al final de la secuencia de Marte, que muestra a los exploradores supervivientes regresando rápidamente al cohete.

## Nominación
Rocketship XM fue nominada en 2001 al Premio Retro Hugo a la Mejor Presentación Dramática de 1951, siendo una de las películas de ciencia ficción elegibles durante el "año calendario 1950", exactamente 50 años después del primer estreno de la película (50 años, 75 años o 100 años de antigüedad es el requisito de elegibilidad que rige la concesión de los Retro Hugos).

## Mystery Science Theater 3000
La película apareció en el episodio de estreno de la segunda temporada de la serie de televisión por cable de culto Mystery Science Theater 3000. Rocketship XM se destaca como un episodio importante en la historia de ese programa, mostrando rediseños icónicos de escenarios, así como la introducción de Kevin Murphy y Frank Conniff en sus papeles de larga duración como Tom Servo y Frank, respectivamente. 

### Mystery Science Theater 3000
- "Mystery Science Theater 3000" Rocketship X-M en Internet Movie Database (en inglés).
- Episode guide: 201- Rocketship X-M

- Datos: Q1757751
- Multimedia: Rocketship X-M (film) / Q1757751